# Токугава Иэмоти
Токугава Иэмоти (яп. 徳川 家茂 / とくがわ いえもち; 17 июля 1846 — 29 августа 1866 года) — 14-й (предпоследний) сёгун сёгуната Токугава в Японии, находился у власти с 1858 по 1866 год. Его правление характеризовалось обилием внутренних смут и общим ослаблением сёгуната после первых крупных японских контактов с США (визит кораблей коммодора Перри в 1853—1854 годах) и «открытия» Японии западным странам.

## Биография
Иэмоти, носивший в детстве имя Кикутиё, был старшим сыном Токугава Нариюки (1801—1846), 11-го управителя хана Вакаяма (ныне основа одноимённой префектуры) (1824—1846), и родился в родовом поместье в Эдо (современный Минато-ку в Токио). Его дедом был Токугава Иэнари (1773—1841), 11-й сёгун Японии (1787—1837).
В 1847 году, в возрасте 1 года он был усыновлён в качестве наследника даймё 12-го поколения Токугавой Нарикацу и стал его преемником в 1850 году, с 1851 года приняв имя Токугава Ёситоми.
В 1858 году он был выбран в качестве преемника правящего дома сёгунов Токугава, в связи со смертью без наследников его кузена, 13-го сёгуна Токугавы Иэсада. Выбор Ёситоми не обошёлся без конфликтов, так как были и другие группировки в правительстве, поддерживающие избрание на пост сёгуна Токугавы Ёсинобу или Мацудайры Наритами (оба, в отличие от Иэмоти, к этому моменту были взрослыми); многие активные деятели оппозиции впоследствии были поражены в правах либо стали жертвами репрессий Ансэй 1858—1860 годов. При вступлении в должность сёгуна, Ёситому изменил своё имя на Иэмоти.
22 апреля 1863 года сёгун Иэмоти впервые посетил императорскую столицу Киото, что стало первым посещением сёгуном старой столицы после визита туда 3-го сёгуна Токугавы Иэмицу в эпоху Канъэй 230 лет назад. Он был вызван императором, и имел 3000 слуг в качестве сопровождения.
В рамках движения породнения императорского двора и сёгунского правительства, Иэмоти в 1862 году женился на принцессе Кадзу-но-Мия Тикако (1846—1877), дочери императора Нинко (1817—1846) и младшей сестре императора Комэй (1846—1867), но из-за его ранней смерти, в возрасте 20 лет, брак был недолог. В качестве причины смерти называлась сердечная недостаточность в связи с авитаминозом типа бери-бери.
Его преемник Токугава Ёсинобу был последним сёгуном Токугава, который, видя конец сёгуната, дал путь Реставрации Мэйдзи.